# Sthenelais atlantica
Sthenelais atlantica är en ringmaskart som beskrevs av McIntosh 1876. Sthenelais atlantica ingår i släktet Sthenelais och familjen Sigalionidae. Inga underarter finns listade i Catalogue of Life.